# أحزاب القنب السياسية

## أحزاب القنب السياسية
في عام 2013، تم تسجيل حزب إصلاح قانون المخدرات بنجاح في اللجنة الانتخابية الأسترالية، مع أكثر من 500 عضو حسب الحاجة. على الرغم من أن الحزب يمثل تحرير قوانين المخدرات بشكل عام، كان القنب محط تركيز أساسي. قام الحزب بإلغاء تسجيله رسميًا في 31 يوليو 2017.[1]
في أبريل 2018، أعلن حزب الخضر الأسترالي دعمهم لتشريع القنب لجميع البالغين (الذين تتراوح أعمارهم بين 18 سنة وما فوق).</ref>

## أستراليا
في عام 2013، تم تسجيل حزب إصلاح قانون المخدرات بنجاح في اللجنة الانتخابية الأسترالية، مع أكثر من 500 عضو حسب الحاجة. على الرغم من أن الحزب يمثل تحرير قوانين المخدرات بشكل عام، كان القنب محط تركيز أساسي. قام الحزب بإلغاء تسجيله رسميًا في 31 يوليو 2017.
في أبريل 2018، أعلن حزب الخضر الأسترالي دعمهم لتشريع القنب لجميع البالغين (الذين تتراوح أعمارهم بين 18 سنة وما فوق).</ref>

### البرازيل
في البرازيل، تم إطلاق بيان حزب القنب البرازيلي القنب في أغسطس 2019. يعتبر هذا البيان استمرارًا الحركة البرازيلية المناهضة للحظر، للعمل على المستوى الفيدرالي. اعتمد حزب القنب السياسي سياسة تقنين الماريجوانا كهدف رئيسي.

### كندا
في كندا، تم إطلاق حزب الماريجوانا الكندي من قبل مارك بوريس سانت موريس في فبراير 2000. يُنظر إلى الحزب على أنه متابعة لمبنى كتلة كويبيكوي.

#### كولومبيا البريطانية
في كولومبيا البريطانية، يعمل حزب الماريجوانا في كولومبيا البريطانية بشكل مستقل عن حزب الماريجوانا في كندا.

### اليونان
حتى عام 2015، كانت هناك محاولات مستمرة لإنشاء حزب القنب في اليونان، لكنها لم تسفر عن إنشاء حزب سياسي مسجل حتى الآن.

### إسرائيل
في إسرائيل، شارك حزب الياروك (الورقة الخضراء) في الانتخابات الستة الماضية واقترب من الفوز بمقعد في الكنيست.

### ايرلندا
ي أيرلندا، كانت هناك محاولات لإنشاء حزب تقنين القنب ولكن الحكومة رفضت حتى الآن السماح بتسجيل أي من هذه الأحزاب.  

### نيوزلندا
في نيوزيلندا، خاض حزب أوتياروا تشريع القنب لأول مرة في عام 1996. لم يكن لديهم أبداً أي أعضاء في البرلمان، لكنهم حصلوا على متوسط حوالي 1 ٪ من الأصوات الشعبية - خُمس ما هو ضروري للحصول على أعضاء برلمان بموجب نظام التمثيل النسبي في نيوزيلندا. كان عضو سابق ناندور تانكسوس، عضوًا في البرلمان كجزء من حزب الخضر النيوزلندي (1999-2008). (كان أيضًا أول عضو في البرلمان الراستافاري في نيوزيلندا). وكان الحزب مرشحين في الانتخابات العامة لعام 2008  .
قال حزب الخضر في أوتياروا نيوزيلندا إنه إذا شكل حكومة في انتخابات 2017 فإنه سيشرع الحشيش. «بموجب اقتراحه، سيكون الناس قادرين على النمو القانوني وامتلاك الماريجوانا للاستخدام الشخصي». كما سيقوم الحزب «بتعديل القانون بشكل عاجل حتى لا يعاقب المرضى الذين يستخدمون الماريجوانا الطبية».

### المملكة المتحدة
في المملكة المتحدة، تم تسجيل تحالف إضفاء الشرعية على تحالف القنب كحزب سياسي من عام 1999 إلى عام 2006، مع ألون بافري بصفته زعيمًا للغرض من التسجيل فقط.

### الدينمارك
لأحزاب السياسية في فولكتنجيت، وهو البرلمان الدنماركي، الذين يريدون تقنين الحشيش:
التحالف الليبرالي يؤيد تقنين الحشيش. هذه هي الحالة الطبية والترفيهية على حد سواء. «أريد بيع القنب الذي تنظمه الدولة، مثل الدولة التي تنظم الكحول والسجائر. بهذه الطريقة، لدينا سيطرة أفضل على الأدوية الموجودة في السوق، والتي لا تباع للأطفال». -كريستينا ايجلند
البديل هو عامل في تقنين الحشيش. هذه هي الحالة الطبية والترفيهية على حد سواء. «هذه طريقة رائعة لاتخاذ موقف ضد العصابات الإجرامية، وإلغاء تجريم الدنماركيين العاديين وضمان عدم إضافة أي مواد كيميائية خطيرة.» - [,.جوزفين فوك
عتبر حزب الشعب الاشتراكي عاملا في تقنين منظم للقنب. «اليوم، يدخن بعض الناس الكثير من الحشيش ويواجهون مشاكل، لكننا لا نساعدهم بمعاقبتهم، عندما يحتاجون في الواقع إلى المساعدة. يجب أن نعامل القنب مثل الكحول، وأن نركز على الشخص الذي يدمن». -ليزبيث بيك بولسن
بعد الحادث الذي وقع في فريتاون كريستيانيا، حيث دمرت الشرطة جميع الأكشاك، وطهرتهم من الحشيش، فقد وجه الحزب الاجتماعي الليبرالي الدنماركي موقفًا بشأن هذه القضية. يريدون الآن تجربة لمدة 3 سنوات، حيث يمكنك شراء القنب الهندي المنظم في جميع أنحاء البلاد.
يريد التحالف الأحمر والأخضر تقنين الحشيش الذي تبيعه وتنتجه الدولة. «سيضمن أن المجرمين لا يمكنهم كسب المال من الاستيراد، أو كسب المال من البيع غير القانوني للقنب. الأموال، التي تقوم الدولة ببيعها، يجب استخدامها في المعلومات، وعلاج المدمنين، واستحقاقات الرفاهية، بدلاً من إعطاء المال للمجرمين»- رون لوند.